# Main Street (álbum)
Main Street, (Rua Principal (em português), é um álbum da banda de rock Australiana Epicure. Foi lançado em 17 de outubro de 2005.

## Faixas
1. "Down in Flames"
2. "Pack My Parachute"
3. "Tightrope Walker"
4. "Lyla's Kisses"
5. "Blow Those Blues Away"
6. "Main Street"
7. "Amen"
8. "Like You Just Don't Care"
9. "Eve Clover"
10. "I'll Come Back for You"
11. "She Don't Stay for the Sunrise"
12. "Hoping It's Not Hopeless"

## Singles
- "Tightrope Walker" - #85 Triple J Hottest 100, 2005.
- "Main Street"